# Cộng hòa Xã hội chủ nghĩa Xô viết tự trị Nakhichevan
Cộng hòa Xã hội chủ nghĩa Xô viết tự trị Nakhichevan (tiếng Azerbaijan: Нахчыван Мухтар Совет Сосиалист Республикасы; tiếng Nga: Нахичеванская Автономная Советская Социалистическая Республика) hoặc gọi tắt là Nakhichevan Cộng hòa Xô viết (tiếng Azerbaijan: Нахчыван МССР; tiếng Nga: Нахичеванская АССР) là một nước cộng hòa tự trị thuộc Azerbaijan Xô viết, sau này trở thành một nước cộng hòa tự trị của Liên Xô. Được thành lập ngày 16 tháng của năm 1921 và trở thành một phần của Azerbaijan SSR ngày 9 tháng 2 năm 1924.
Vào những năm 1940, Bảng chữ cái Azerbaijan bị thay thế bằng bảng chữ cái Kirin, quốc kỳ trước đó được thay thế bằng quốc kỳ Liên Xô với chữ "Нахчыван МССР" màu vàng và một thanh màu xanh đậm dọc theo lá cờ.

## Lịch sử

### Chiến tranh và cách mạng
Vào những năm cuối cùng của Thế chiến thứ nhất Nakhchivan là nơi đổ máu của nhiều người Armenia và Azerbaijan, cả hai đều tuyên bố chủ quyền với khu vực này. Đến năm 1914, dân số Armenia giảm nhẹ xuống còn 40% trong khi dân số Azeri tăng lên mức 60%. Sau Cách mạng tháng Hai, khu vực này nằm dưới quyền của uỷ ban đặc biệt về các dân tộc Kavkaz của chính phủ lâm thời Nga sau đó là Cộng hòa Liên bang Dân chủ Ngoại Kavkaz tồn tại ngắn ngủi. Sau khi chính quyền Ngoại Kavkaz giải thể vào tháng 5 năm 1918, Nakhichivan, Nagorno-Karabakh, Zangezur (nay là tỉnh Syunik thuộc Armenia) và Qazakh bị tranh chấp gay gắt giữa các quốc gia mới thành lập và thời gian tồn tại ngắn là Đệ Nhất Cộng hòa Armenia (DRA) và Cộng hòa Dân chủ Azerbaijan